# Змінні типу γ Золотої Риби

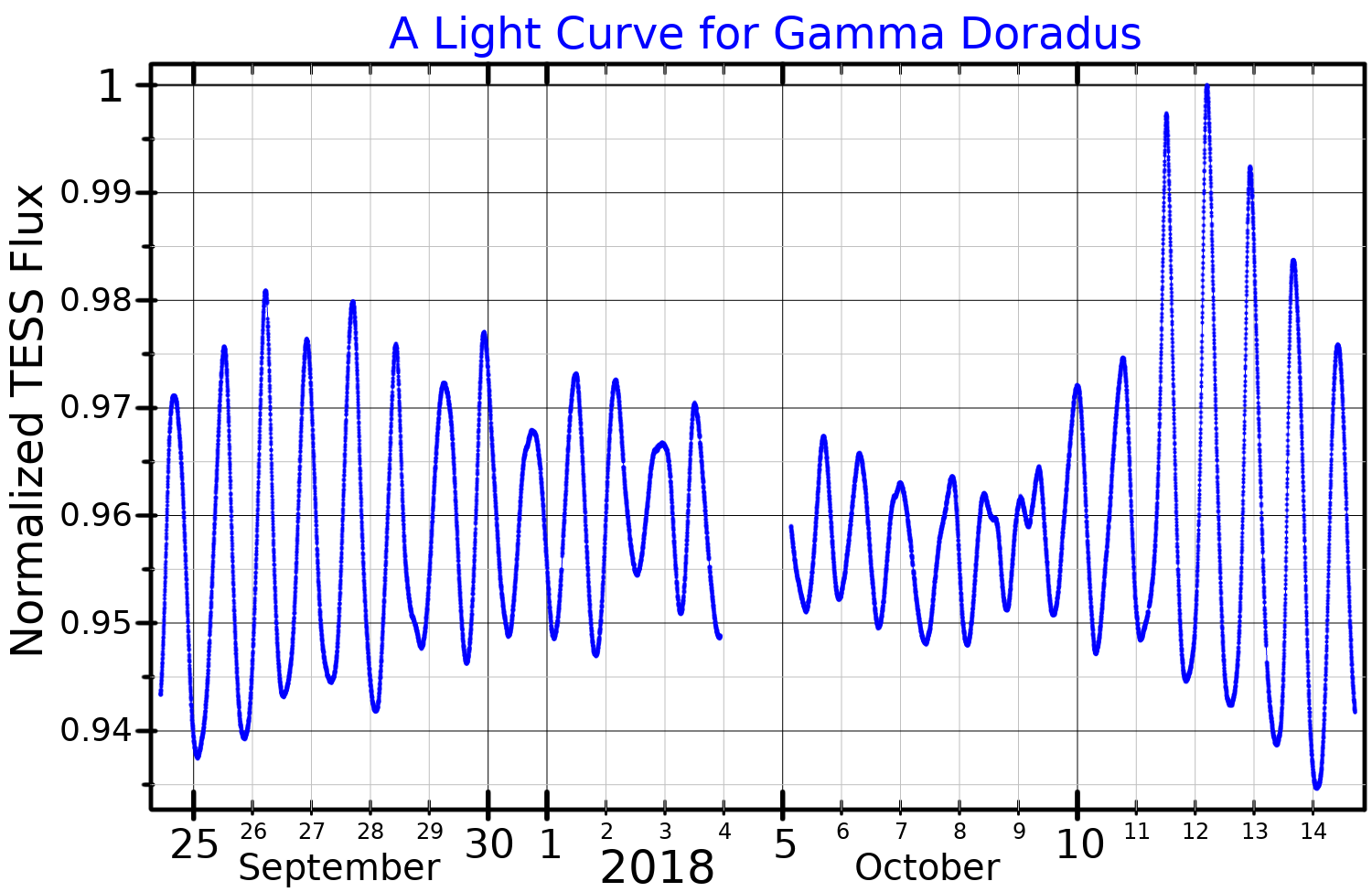
Крива блиску зорі γ Золотої Риби, прототипу цього класу змінних, за даними TESS

Змінні типу γ Золотої Риби — змінні зорі, які змінюють свою світність через нерадіальні пульсації поверхні. Такі зорі як правило молоді, лежать на головній послідовності та мають спектральний клас між F0 та F2. Характерна амплітуда зміни світності становить до 0,1 зоряної величини з періодом між 0,4 та 3 днями.

## Прототип
Прототип цього виду змінних — γ Золотої Риби 1963 року була ідентифікована як змінна зоря, однак довгий час вважалася змінною без причини. Припущення про нерадіальні коливання як причину зміни світності було прийнято після відкидання всіх інших відомих механізмів змінності.

## Опис
Абсолютна світність змінних типу γ Золотої Риби лежить в межах +3,1 та +1,9 зоряних величин, що відповідає від 5- до 15-тикратної світності Сонця. Ефективна температура становить від 6950 до 7350 K, радіус — від 1,43 до 2,36 радіусів Сонця, а маса — від 1,51 до 1,84 мас Сонця. Променеві швидкості, які спостерігаються, є невеликими — від 1 до 4 км/сек. Усі виявлені змінні типу γ Золотої Риби лежать або безпосередньо на головній послідовності або трохи вище неї чи на блакитній межі смуги нестабільності. Із такою вузькою смугою параметрів вони вважаються найбільш однорідною групою серед змінних зір.
У своєму розташуванні на діаграмі Герцшпрунга—Рассела вони частково перетинаються зі змінними типу δ Щита. Деякі зорі можуть навіть одночасно класифікуватись як змінна типу γ Золотої Риби та змінна типу δ Щита, оскільки зазвичай вони мають періоди, характерні для змінних типу γ Золотої Риби, але час від часу мають короткочасні коливання тривалістю від декількох хвилин до декількох годин, характерні для змінних типу δ Щита.
Кількість відкритих змінних типу γ Золотої Риби є порівняно невеликою, і всі відомі зорі цієї групи є молодими зорями дискового населення. Відповідно до однієї з теорій, змінні типу γ Золотої Риби є або зорями до головної послідовності або вже сформованими зорями, які перетинають смугу нестабільності Золотої Риби. Ці два типи зір відрізняються масою та глибиною зовнішнього шару конвекції. Ці відмінності мають бути видимі в спектрі, що дозволить визначення їх віку за допомогою астросейсмології.